# Avril 2021
Avril 2021 est le quatrième mois de l'année 2021.

## Événements
- 2 avril :
  - à Taïwan, au moins 50 personnes sont tuées et 202 autres blessées lorsqu'un train Taroko Express, destiné à la célébration du festival Tomb Sweeping, déraille à Hualien ;
  - les forces tchadiennes de la MINUSMA repoussent une attaque du GSIM contre la ville d'Aguel'hoc, au Mali.
- 3 avril : en Égypte, une grande parade marque le transfert de vingt-deux momies royales du musée égyptien du Caire vers le Musée national de la civilisation égyptienne.
- 3 et 4 avril : élection présidentielle au Kosovo, La candidate réformiste Vjosa Osmani l'emporte après plusieurs tours de scrutin marqués par un boycott de l'opposition manquant de peu de provoquer l'échec de la présidentielle et la tenue d'élections législatives anticipées.
- 4 avril : élections législatives en Bulgarie.
- 5 avril : au Nigeria, plus de 1 800 détenus s’évadent après l’assaut d’une prison[1].
- 6 avril :  élections législatives et élections municipales au Groenland.
- 7 avril :
  - les États-Unis rétablissent leur aide aux Palestiniens de 235 millions de dollars (198 millions d’euros), que Donald Trump avait bloquée[2].
  - Le sofagate a lieu lors de la visite de la présidente de la Commission européenne Ursula von der Leyen et du président du Conseil européen Charles Michel en Turquie.
- 8 avril : au Nigéria, l’Armée annonce, la perte de 11 militaires, dont un officier, assassinés par des hommes armés non identifiés, à Konshisha, dans l’État de Benue centre du pays.
- 9 avril :
  - élection présidentielle à Djibouti, Ismaïl Omar Guelleh est réélu avec 98,58 % des voix, selon les chiffres officiels provisoires[3] ;
  - élections législatives aux Samoa, le Parti pour la protection des droits de l'homme, au pouvoir depuis 1982, perd sa majorité aux élections législatives.
  - Philip Mountbatten, prince consort du Royaume-Uni en tant qu'époux de la reine Élisabeth II, meurt à l'âge de 99 ans.
- 11 avril :
  - élections générales au Pérou, le scrutin intervient dans le contexte d'un conflit très marqué entre le Parlement sortant, dominé par le parti fujimoriste Force populaire et le président Martín Vizcarra qui, arrivé au pouvoir à la suite de la démission de Pedro Pablo Kuczynski, s'est lancé dans un vaste programme de réforme des institutions et de lutte contre la corruption ;
  - élection présidentielle au Tchad, le scrutin présidentiel est fixé au 11 avril, plusieurs mois avant les élections législatives d'octobre, prorogées depuis cinq ans[4] ;
  - élection présidentielle en Équateur (2e tour), Devenu impopulaire dans un contexte de dissensions avec son prédécesseur Rafael Correa et un programme d'austérité provoquant d'importantes manifestations en 2019, le président sortant, Lenín Moreno, n'est pas candidat à sa réélection ;
  - référendum constitutionnel au Kirghizistan, il intervient à l'issue des manifestations de 2020 qui ont vu l'annulation des législatives d'octobre 2020 et la démission du président Sooronbay Jeenbekov ;
  - élection présidentielle au Bénin, le scrutin se tient dans un contexte d'accusations d'autoritarisme et de restrictions de la démocratie portées envers le président sortant Patrice Talon, Patrice Talon l'emporte sans surprise dès le premier tour du scrutin.
- 13 avril : au Niger, Une vingtaine d’écoliers sont morts calcinés dans l’incendie de plusieurs classes en paillote à Niamey[5].
  - Offensive dans le nord du Tchad en 2021.
- 14 avril : élections législatives caïmaniennes de 2021.
- 15 avril : fusillade du 15 avril 2021 à Indianapolis, aux États-Unis.
- 17 avril : 
  - les obsèques du prince Philip sont célébrées au château de Windsor en présence de la famille royale.
  - plus de 3 millions de morts du Covid-19 ont été officiellement recensés dans le monde depuis sa découverte en Chine en décembre 2019, selon un comptage réalisé par l'AFP à partir de bilans fournis par les autorités de santé[6].
- 18 avril : 
  - élections législatives au Cap-Vert, remportées par le Mouvement pour la démocratie.
  - douze grands clubs européens de football annoncent la création d'une nouvelle compétition, la Superligue, ce qui provoque une crise majeure avec l'UEFA et la FIFA.
- 19 avril : 
  - l'hélicoptère Ingenuity est le premier engin motorisé à effectuer un vol stationnaire dans l'atmosphère de Mars.
  - Miguel Díaz-Canel est élu premier secrétaire du Parti communiste de Cuba.
- 20 avril :
  - le président du Tchad depuis 1990, Idriss Déby, est tué sur le front dans le nord du pays par les rebelles du FACT, Son fils Mahamat Idriss Déby prend la tête d'un Conseil militaire de transition ;
  - le policier américain Derek Chauvin est reconnu coupable du meurtre de George Floyd, qui avait relancé le mouvement Black Lives Matter ;
  - le démonstrateur MOXIE de la mission Mars 2020 réussit à produire de l'oxygène à partir de dioxyde de carbone de l'atmosphère de Mars.
- 21 avril : le sous-marin KRI Nanggala de la marine indonésienne coule au nord de Bali avec 53 marins.
- 23 avril : lancement de la Mission spatiale habitée européenne Alpha.
- 24 avril : 
  - dans le Nebraska, aux États-Unis, une centaine d'individus partageant le même nom et prénom de Josh Swain, se sont rassemblés pour une bataille[7].
  - Aux États-Unis, Joe Biden reconnaît le génocide arménien. C'est le premier président américain à le faire[8].
- 25 avril : 
  - élections législatives en Albanie, les élections législatives sont remportées par le Parti socialiste du Premier ministre Edi Rama.
  - 93e cérémonie des Oscars, Nomadland reçoit l’Oscar du meilleur film.
- 28 avril :
  - peu après les émeutes unionistes qui ont secoué l'Irlande du Nord, et dans un contexte plus général de crises multiples (notamment politique, économique et douanière) provoquées par le Brexit et la marginalisation du Parti unioniste démocrate au Parlement du Royaume-Uni par le Parti conservateur, la première ministre unioniste d'Irlande du Nord Arlene Foster démissionne[9] ;
  - début des manifestations en Colombie contre un projet de réforme fiscale du gouvernement du président Iván Duque, qui amène au retrait du projet mais dont la répression par la police provoque plusieurs dizaines de morts et plusieurs centaines de blessés.
- 29 avril : Tianhe, module central de la nouvelle station spatiale chinoise, est placé en orbite terrestre basse par une fusée Longue Marche 5B.
- 30 avril :
  - en Israël, une bousculade géante lors d'un pèlerinage juif orthodoxe rassemblant des dizaines de milliers de personnes dans le nord du pays a fait plus d'une quarantaine de morts[10].
  - attentat à Pol-é 'Alam (Afghanistan).